# Vilbel
Vilbel je zřícenina hradu v německém městě Bad Vilbel v okrese Wetterau severně od Frankfurtu.

## Historie
Místo Vilbel je poprvé zmiňováno v roce 774. Ve 12. až 13. století zde byl na Niddě vybudován vodní hrad.
V roce 1399, kdy byl jeho majitelem loupeživý Bechtram V. z Vilbelu, ho Ulrich V. z Hanau a Filip z Falkensteinu dobyli a zničili; Bechtram byl popraven. V roce 1420 byl hrad obnoven. V roce 1503 připadl pánům z Eppsteinu. V letech 1590 až 1803 byl sídlem mohučských úředníků a v průběhu staletí byl rekonstruován a opevňován. Roku 1796 byl poničen francouzskými vojsky pod vedením generála Klébera a od té doby je ruinou.

## Současnost
Poté, co získalo do vlastnictví stavbu město Bad Vilbel, bylo zde zřízeno vlastivědné muzeum. Z této doby pochází i vodní příkop, který byl v roce 2006 naplněn vodou. To však způsobilo poškození zdiva a byla nutná sanace. Ověřily se tak předpoklady, že příkopy zůstávaly ve středověku suché a byly zaplavovány jen v případě hrozícího nebezpečí.